# Wilhelm Raiß
Wilhelm Raiß (* 19. Juli 1900 in Bensheim; † 15. August 1982 in Michelstadt) war ein deutscher Maschinenbauingenieur und Hochschullehrer.

## Leben
Von 1924 bis 1930 studierte Wilhelm Raiß Maschinenbau an der Technischen Hochschule (TH) Darmstadt. Während seiner Studienzeit war er parallel als Assistent am Lehrstuhl für Wärmetechnik und Wärmewirtschaft tätig. Mit einer Arbeit über den Brennstoffverbrauch und Wärmeausnützung bei der Wohnungsheizung promovierte er 1930 an der TH Darmstadt. Von 1931 bis 1938 war er hauptamtlich in der Geschäftsstelle des Vereins Deutscher Ingenieure (VDI) für die Gebiete Wärme-, Heiz- und Klimatechnik zuständig. Von 1938 bis 1946 arbeitete Raiß als Ingenieur und Handlungsbevollmächtigter für die Hamburger Firma Rudolph Otto Meyer, von 1946 bis 1950 war er Technischer Leiter von Rietschel & Henneberg in Wiesbaden. Ab 1950 bis zu seiner Emeritierung im Jahr 1968 war er ordentlicher Professor für Heizung und Lüftung am Institut für Heizung und Lüftung der Technischen Universität (TU) Berlin, an 1955 war er gleichzeitig Institutsdirektor. In den Jahren 1959 und 1960 war Raiß Dekan der Fakultät für Maschinenwesen, von 1960 bis 1964 war er Prodekan. Von 1965 bis 1967 war er Mitglied des Kuratoriums der TU Berlin.
Wilhelm Raiß gehörte dem VDI mit der Mitgliedsnummer 25229 an. Er war von 1948 bis 1959 Obmann des VDI-Fachausschusses für Lüftungstechnik. Ebenso war er Obmann der Arbeitsausschüsse für Heizkörper und Heizkessel im Deutschen Normenausschuß (DNA). Darüber hinaus war er Mitglied in verschiedenen Fachausschüssen des VDI, des DNA und der Vereinigung Deutscher Elektrizitätswerke.

## Ehrungen
- 1960: Hermann-Rietschel-Plakette
- 1960: VDI-Ehrenmünze in Gold
- 1967: Medaille D´Or Francaise De La Science Des Climats Artificiels

## Schriften (Auswahl)
- Brennstoffverbrauch und Wärmeausnützung bei der Wohnungsheizung. Dissertationsschrift. Darmstadt 1930.
- Untersuchungen über den Wärmeverbrauch der Wohnung. VDI-Verlag, Berlin 1931 (zusammen mit Christoph Eberle).
- Heizungen im Wohnungsbau. E. Schmidt, Berlin/Bielefeld/München 1966 (zusammen mit Georg Lindemann).
- Eignung und Wirtschaftlichkeit von Nachstrom-Speicheröfen in Geschoßwohnungen. Oldenbourg, München 1967 (zusammen mit Jürgen Masuch).